# Heinrich Kalbers
Heinrich Kalbers (* 27. März 1901 in Dahl, Kreis Paderborn; † 4. Februar 1969) war ein deutscher Politiker der CDU.

## Leben
Heinrich Kalbers besuchte zunächst die Volksschule und machte eine Maurerlehre. Nach der Ausbildung an der Staatlichen Fachschule für Wirtschaft und Verwaltung war er von 1924 bis 1933 Gewerkschaftsangestellter. Ab 1934 ging er Tätigkeiten im Baugewerbe nach; 1945 wurde Kalbers Maurerpolier. Er war ab 1918 Mitglied des Zentralverbandes christlicher Bauarbeiter.
Heinrich Kalbers war von 1925 bis 1933 Mitglied der Deutschen Zentrumspartei und ab 1925 Mitglied der Katholischen Arbeiterbewegung (KAB). Von 1928 bis 1933 war er als Stadtverordneter der Zentrumspartei in Neheim-Hüsten tätig. Nach dem Zweiten Weltkrieg fungierte er hier von 1946 bis 1947 als Stadtverordneter der CDU. Ab 1946 wirkte er als Kreistagsabgeordneter des Kreises Arnsberg. Kalbers war Mitglied der IG Bau, Steine, Erden und Vorsitzender der KAB Bezirk Hamm-Soest-Arnsberg.
Heinrich Kalbers war vom 13. Juli 1954 bis zum 23. Juli 1966 direkt gewähltes Mitglied des 3., 4. und 5. Landtages von Nordrhein-Westfalen für den Wahlkreis 117 Arnsberg.